# Spanyolország a 2024. évi nyári olimpiai játékokon
Spanyolország a franciaországi Párizsban megrendezett 2024. évi nyári olimpiai játékok egyik részt vevő nemzete volt. Az országot az olimpián 31 sportágban 401 sportoló képviselte, akik összesen 18 érmet szereztek.

## Asztalitenisz
Férfi
| Versenyző     | Versenyszám | Selejtező         | 64-es főtábla                                               | 32-es főtábla                                              | Nyolcaddöntő      | Negyeddöntő       | Elődöntő          | Döntő             | Helyezés |
| Versenyző     | Versenyszám | Ellenfél Eredmény | Ellenfél Eredmény                                           | Ellenfél Eredmény                                          | Ellenfél Eredmény | Ellenfél Eredmény | Ellenfél Eredmény | Ellenfél Eredmény | Helyezés |
| ------------- | ----------- | ----------------- | ----------------------------------------------------------- | ---------------------------------------------------------- | ----------------- | ----------------- | ----------------- | ----------------- | -------- |
| Álvaro Robles | Egyes       | erőnyerő          | Daniel Habesohn (AUT) · 11–6, 14–16, 11–9, 9–11, 11–7, 11–9 | Hugo Calderano (BRA) · 11–7, 11–13, 9–11, 11–8, 3–11, 5–11 | kiesett           | kiesett           | kiesett           | kiesett           | 17.      |

Női
| Versenyző  | Versenyszám | Selejtező         | 64-es főtábla                                     | 32-es főtábla     | Nyolcaddöntő      | Negyeddöntő       | Elődöntő          | Döntő             | Helyezés |
| Versenyző  | Versenyszám | Ellenfél Eredmény | Ellenfél Eredmény                                 | Ellenfél Eredmény | Ellenfél Eredmény | Ellenfél Eredmény | Ellenfél Eredmény | Ellenfél Eredmény | Helyezés |
| ---------- | ----------- | ----------------- | ------------------------------------------------- | ----------------- | ----------------- | ----------------- | ----------------- | ----------------- | -------- |
| María Xiao | Egyes       | erőnyerő          | Dina Meshref (EGY) · 5–11, 4–11, 6–11, 11–9, 8–11 | kiesett           | kiesett           | kiesett           | kiesett           | kiesett           | 33.      |

Vegyes
| Versenyző                | Versenyszám  | Nyolcaddöntő                                                                        | Negyeddöntő | Elődöntő          | Döntő             | Helyezés |
| Versenyző                | Versenyszám  | Ellenfél Eredmény                                                                   | Ellenfél Eredmény                                                                                                  | Ellenfél Eredmény | Ellenfél Eredmény | Helyezés |
| ------------------------ | ------------ | ----------------------------------------------------------------------------------- | --- | ----------------- | ----------------- | -------- |
| Álvaro Robles María Xiao | Vegyes páros | Brazília (BRA) · Vitor Ishiy · Bruna Takahashi · 11–9, 7–11, 7–11, 11–8, 11–5, 11–8 | Hongkong (HKG) · Vóng Can-thing (Wong Chun Ting) · Tou Hój-kam (Doo Hoi Kem) · 11–9, 9–11, 4–11, 12–10, 2–11, 8–11 | kiesett           | kiesett           | 5.       |

## Gördeszka
Férfi
| Versenyző          | Versenyszám | Selejtező | Selejtező | Döntő   | Döntő   | Helyezés |
| Versenyző          | Versenyszám | Pont      | Hely.     | Pont    | Hely.   | Helyezés |
| ------------------ | ----------- | --------- | --------- | ------- | ------- | -------- |
| Alain Kortabitarte | Egyéni park | 75,46     | 19.       | kiesett | kiesett | 19.      |
| Danny León         | Egyéni park | 56,25     | 20.       | kiesett | kiesett | 20.      |

Női
| Versenyző       | Versenyszám  | Selejtező | Selejtező | Döntő   | Döntő   | Helyezés |
| Versenyző       | Versenyszám  | Pont      | Hely.     | Pont    | Hely.   | Helyezés |
| --------------- | ------------ | --------- | --------- | ------- | ------- | -------- |
| Julia Benedetti | Egyéni park  | 70,27     | 17.       | kiesett | kiesett | 17.      |
| Naia Laso       | Egyéni park  | 82,49     | 7.        | 86,28   | 7.      | 7.       |
| Natalia Muñoz   | Egyéni utcai | 214,70    | 14.       | kiesett | kiesett | 14.      |
| Daniela Terol   | Egyéni utcai | 220,38    | 13.       | kiesett | kiesett | 13.      |

## Íjászat
Férfi
| Versenyző  | Versenyszám | Selejtező | Selejtező | 64-es főtábla                                    | 32-es főtábla     | Nyolcaddöntő      | Negyeddöntő       | Elődöntő          | Döntő             | Helyezés |
| Versenyző  | Versenyszám | Pont      | Kiemelés  | Ellenfél Eredmény                                | Ellenfél Eredmény | Ellenfél Eredmény | Ellenfél Eredmény | Ellenfél Eredmény | Ellenfél Eredmény | Helyezés |
| ---------- | ----------- | --------- | --------- | ------------------------------------------------ | ----------------- | ----------------- | ----------------- | ----------------- | ----------------- | -------- |
| Pablo Acha | Egyéni      | 662       | 33.       | Lin Ce-hsziang (Lin Zih-siang) (TPE) (32.) · 2–6 | kiesett           | kiesett           | kiesett           | kiesett           | kiesett           | 33.      |

Női
| Versenyző    | Versenyszám | Selejtező | Selejtező | 64-es főtábla                  | 32-es főtábla     | Nyolcaddöntő      | Negyeddöntő       | Elődöntő          | Döntő             | Helyezés |
| Versenyző    | Versenyszám | Pont      | Kiemelés  | Ellenfél Eredmény              | Ellenfél Eredmény | Ellenfél Eredmény | Ellenfél Eredmény | Ellenfél Eredmény | Ellenfél Eredmény | Helyezés |
| ------------ | ----------- | --------- | --------- | ------------------------------ | ----------------- | ----------------- | ----------------- | ----------------- | ----------------- | -------- |
| Elia Canales | Egyéni      | 662       | 16.       | Megan Havers (GBR) (49.) · 0–6 | kiesett           | kiesett           | kiesett           | kiesett           | kiesett           | 33.      |

Vegyes csapat
| Versenyző               | Versenyszám | Selejtező | Selejtező | Nyolcaddöntő                                                                 | Negyeddöntő                                                 | Elődöntő          | Döntő             | Helyezés |
| Versenyző               | Versenyszám | Pont      | Kiemelés  | Ellenfél Eredmény                                                            | Ellenfél Eredmény                                           | Ellenfél Eredmény | Ellenfél Eredmény | Helyezés |
| ----------------------- | ----------- | --------- | --------- | ---------------------------------------------------------------------------- | ----------------------------------------------------------- | ----------------- | ----------------- | -------- |
| Pablo Acha Elia Canales | Vegyes      | 1324      | 13.       | Kína (CHN) · Vang Jen (Wang Yan) · Jang Hsziao-lej (Yang Xiaolei) (4.) · 6–2 | India (IND) · Ankita Bhakat · Dhiraj Bommadevara (5.) · 3–5 | kiesett           | kiesett           | 6.       |

## Lovaglás
Díjlovaglás
Díjugratás
Lovastusa

## Műugrás
Férfi
| Versenyző                    | Versenyszám      | Döntő  | Döntő    |
| Versenyző                    | Versenyszám      | Pont   | Helyezés |
| ---------------------------- | ---------------- | ------ | -------- |
| Adrián Abadía Nicolás García | Szinkron műugrás | 361,62 | 6.       |

Női
| Versenyző        | Versenyszám        | Selejtező | Selejtező | Elődöntő | Elődöntő | Döntő   | Döntő    |
| Versenyző        | Versenyszám        | Pont      | Helyezés  | Pont     | Helyezés | Pont    | Helyezés |
| ---------------- | ------------------ | --------- | --------- | -------- | -------- | ------- | -------- |
| Valeria Antolino | Egyéni műugrás     | 297,70    | =7.       | 284,25   | 10.      | 292,95  | 8.       |
| Ana Carvajal     | Egyéni toronyugrás | 285,60    | 12.       | 276,90   | 14.      | kiesett | kiesett  |

## Sportlövészet
Férfi
| Versenyző         | Versenyszám | Selejtező | Selejtező | Döntő   | Döntő    |
| Versenyző         | Versenyszám | Pont      | Helyezés  | Pont    | Helyezés |
| ----------------- | ----------- | --------- | --------- | ------- | -------- |
| Alberto Fernández | Trap        | 121       | 14.       | kiesett | kiesett  |
| Andrés García     | Trap        | 118       | 22.       | kiesett | kiesett  |

Női
| Versenyző     | Versenyszám | Selejtező | Selejtező | Döntő | Döntő    |
| Versenyző     | Versenyszám | Pont      | Helyezés  | Pont  | Helyezés |
| ------------- | ----------- | --------- | --------- | ----- | -------- |
| Fátima Gálvez | Trap        | 122(+9)   | 2.        | 23    | 5.       |
| Mar Molné     | Trap        | 123       | 1.        | 27    | 4.       |

## Sportmászás
Gyorsasági
| Versenyző           | Versenyszám | Selejtező | Selejtező | Nyolcaddöntő                     | Negyeddöntő                      | Elődöntő             | Bronz- mérkőzés      | Döntő                | Helyezés |
| Versenyző           | Versenyszám | Idő       | Hely.     | Ellenfél Győztes idő             | Ellenfél Győztes idő             | Ellenfél Győztes idő | Ellenfél Győztes idő | Ellenfél Győztes idő | Helyezés |
| ------------------- | ----------- | --------- | --------- | -------------------------------- | -------------------------------- | -------------------- | -------------------- | -------------------- | -------- |
| Leslie Romero Pérez | Női         | 6,89      | 8.        | Rajiah Sallsabillah (INA) · 7,26 | Aleksandra Mirosław (POL) · 6,35 | kiesett              | kiesett              | kiesett              | 8.       |

Kombinált
| Versenyző     | Versenyszám | Elődöntő       | Elődöntő       | Elődöntő       | Elődöntő       | Elődöntő       | Elődöntő       | Elődöntő         | Elődöntő         | Összesítés | Összesítés | Döntő          | Döntő          | Döntő          | Döntő          | Döntő          | Döntő          | Döntő            | Döntő            | Összesítés | Összesítés |
| Versenyző     | Versenyszám | Boulder mászás | Boulder mászás | Boulder mászás | Boulder mászás | Boulder mászás | Boulder mászás | Nehézségi mászás | Nehézségi mászás | Összesítés | Összesítés | Boulder mászás | Boulder mászás | Boulder mászás | Boulder mászás | Boulder mászás | Boulder mászás | Nehézségi mászás | Nehézségi mászás | Összesítés | Összesítés |
| Versenyző     | Versenyszám | 1              | 2              | 3              | 4              | Pont           | Hely.          | Pont             | Hely.            | Pont       | Hely.      | 1              | 2              | 3              | 4              | Pont           | Hely.          | Pont             | Hely.            | Pont       | Hely.      |
| ------------- | ----------- | -------------- | -------------- | -------------- | -------------- | -------------- | -------------- | ---------------- | ---------------- | ---------- | ---------- | -------------- | -------------- | -------------- | -------------- | -------------- | -------------- | ---------------- | ---------------- | ---------- | ---------- |
| Alberto Ginés | Férfi       | 9,9            | 9,7            | 4,1            | 5,0            | 28,7           | 14.            | 72,0             | 1.               | 100,7      | 4.         | 0,0            | 4,7            | 9,8            | 9,6            | 24,1           | =7.            | 92,1             | =3.              | 116,2      | 7.         |

## Szinkronúszás
| Versenyző | Versenyszám | Döntő               | Döntő               | Döntő            | Döntő            | Döntő      | Döntő      | Döntő                 | Döntő                 | Döntő      | Döntő      | Helyezés |
| Versenyző | Versenyszám | Technikai gyakorlat | Technikai gyakorlat | Szabad gyakorlat | Szabad gyakorlat | Összesítés | Összesítés | Akrobatikus gyakorlat | Akrobatikus gyakorlat | Összesítés | Összesítés | Helyezés |
| Versenyző | Versenyszám | Pont                | Hely.               | Pont             | Hely.            | Pont       | Hely.      | Pont                  | Hely.                 | Pont       | Hely.      | Helyezés |
| --- | ----------- | ------------------- | ------------------- | ---------------- | ---------------- | ---------- | ---------- | --------------------- | --------------------- | ---------- | ---------- | -------- |
| Alisa Ozhogina Iris Tió | Páros       | 254,0816            | 7.                  | 267,4021         | 8.               | 521,4837   | 7.         |                       |                       |            |            | 7.       |
| Meritxell Ferré Marina García Polo Lilou Lluís Valette Meritxell Mas Alisa Ozhogina Paula Ramírez Iris Tió Blanca Toledano | Csapat      | 287,1475            | 2.                  | 346,4644         | 4.               |            |            | 267,1200              | 4.                    | 900,7319   | 3.         |          |

## Taekwondo
Férfi
| Versenyző      | Versenyszám | Selejtező         | Nyolcaddöntő                   | Negyeddöntő                       | Elődöntő                     | Vigaszág elődöntő        | Bronz- mérkőzés                     | Döntő             | Helyezés |
| Versenyző      | Versenyszám | Ellenfél Eredmény | Ellenfél Eredmény              | Ellenfél Eredmény                 | Ellenfél Eredmény            | Ellenfél Eredmény        | Ellenfél Eredmény                   | Ellenfél Eredmény | Helyezés |
| -------------- | ----------- | ----------------- | ------------------------------ | --------------------------------- | ---------------------------- | ------------------------ | ----------------------------------- | ----------------- | -------- |
| Adrián Vicente | Légsúly     | erőnyerő          | Omar Yaser Ismail (PLE) · 2–0  | Gashim Magomedov (AZE) · 0–2      |                              | Jack Woolley (IRL) · 2–0 | Mohamed Khalil Jendoubi (TUN) · 0–2 |                   | 5.       |
| Javier Pérez   | Pehelysúly  | erőnyerő          | Banlung Tubtimdang (THA) · 2–0 | Souleyman Alaphilippe (FRA) · 2–1 | Ulugbek Rashitov (UZB) · 0–2 |                          | Edival Pontes (BRA) · 1–2           |                   | 5.       |

Női
| Versenyző      | Versenyszám | Selejtező         | Nyolcaddöntő                    | Negyeddöntő                   | Elődöntő          | Vigaszág elődöntő | Bronz- mérkőzés   | Döntő             | Helyezés |
| Versenyző      | Versenyszám | Ellenfél Eredmény | Ellenfél Eredmény               | Ellenfél Eredmény             | Ellenfél Eredmény | Ellenfél Eredmény | Ellenfél Eredmény | Ellenfél Eredmény | Helyezés |
| -------------- | ----------- | ----------------- | ------------------------------- | ----------------------------- | ----------------- | ----------------- | ----------------- | ----------------- | -------- |
| Adriana Cerezo | Légsúly     | erőnyerő          | María Sara Grippoli (URU) · 2–0 | Mobina Nematzadeh (IRI) · 0–2 | kiesett           | kiesett           | kiesett           | kiesett           | 9.       |
| Cecilia Castro | Váltósúly   |                   | Aya Shehata (EGY) · 1–2         | kiesett                       | kiesett           | kiesett           | kiesett           | kiesett           | 11.      |

## Tollaslabda
| Versenyző      | Versenyszám | Csoportkör                                                                               | Csoportkör | Nyolcaddöntő                            | Negyeddöntő                    | Elődöntő                                                | Bronz- mérkőzés                               | Döntő             | Helyezés |
| Versenyző      | Versenyszám | Ellenfél Eredmény                                                                        | Hely.      | Ellenfél Eredmény                       | Ellenfél Eredmény              | Ellenfél Eredmény                                       | Ellenfél Eredmény                             | Ellenfél Eredmény | Helyezés |
| -------------- | ----------- | ---------------------------------------------------------------------------------------- | ---------- | --------------------------------------- | ------------------------------ | ------------------------------------------------------- | --------------------------------------------- | ----------------- | -------- |
| Pablo Abián    | Férfi egyes | G csoport · Viren Nettasinghe (SRI) · 21–9, 21–19 · Lee Zii Jia (MAS) · 10–21, 13–21     | 2.         | kiesett                                 | kiesett                        | kiesett                                                 | kiesett                                       | kiesett           | 14.      |
| Carolina Marín | Női egyes   | L csoport · Jenjira Stadelmann (SUI) · 21–11, 21–19 · Rachael Darragh (IRL) · 21–5, 21–5 | 1.         | Beiwen Zhang (USA) · 12–21, 21–9, 21–18 | Aya Ohori (JPN) · 21–13, 21–14 | Ho Ping-csiao (He Bingjiao) (CHN) · 21–14, 10–8 feladta | Gregoria Mariska Tunjung (INA) · visszalépett |                   | 4.       |

## Triatlon
Egyéni
| Versenyző        | Versenyszám | 1,5 km úszás | Depózás 1 | 40 km kerékpározás | Depózás 2 | 10 km futás | Összesítés | Összesítés |
| Versenyző        | Versenyszám | Idő          | Idő       | Idő                | Idő       | Idő         | Idő        | Helyezés   |
| ---------------- | ----------- | ------------ | --------- | ------------------ | --------- | ----------- | ---------- | ---------- |
| Alberto González | Férfi       | 20:23        | 0:46      | 52:15              | 0:22      | 30:36       | 1:44:22    | 8.         |
| Roberto Sánchez  | Férfi       | 23:02        | 0:51      | 54:28              | 0:23      | 30:45       | 1:49:29    | 36.        |
| Antonio Serrat   | Férfi       | 22:03        | 0:52      | 53:57              | 0:24      | 31:26       | 1:48:42    | 32.        |
| Miriam Casillas  | Női         | 26:03        | 0:58      | 59:14              | 0:27      | 35:04       | 2:01:46    | 33.        |
| Anna Godoy       | Női         | 23:33        | 0:57      | 58:17              | 0:29      | 34:57       | 1:58:13    | 17.        |

Csapat
| Versenyző                                                  | Versenyszám   | Úszás (300 m X 4) | Depózás 1 | Kerékpározás (6,8 km X 4) | Depózás 2 | Futás (2 km X 4) | Összesen | Hely. |
| ---------------------------------------------------------- | ------------- | ----------------- | --------- | ------------------------- | --------- | ---------------- | -------- | ----- |
| Alberto González Anna Godoy Antonio Serrat Miriam Casillas | Vegyes csapat | 19:05             | 4:24      | 40:20                     | 1:39      | 22:02            | 1:27:30  | 9.    |

## Úszás
Férfi
| Versenyző                                               | Versenyszám      | Előfutam | Előfutam | Előfutam | Elődöntő | Elődöntő | Elődöntő | Döntő         | Döntő         |
| Versenyző                                               | Versenyszám      | Idő      | Hely.    | Össz.    | Idő      | Hely.    | Össz.    | Idő           | Helyezés      |
| ------------------------------------------------------- | ---------------- | -------- | -------- | -------- | -------- | -------- | -------- | ------------- | ------------- |
| Sergio de Celis                                         | 100 m gyors      | 48,49    | 1.       | 19.      | kiesett  | kiesett  | kiesett  | kiesett       | kiesett       |
| Carlos Garach                                           | 800 m gyors      | 7:50,07  | 2.       | 18.      |          |          |          | kiesett       | kiesett       |
| Carlos Garach                                           | 1500 m gyors     | 15:20,84 | 5.       | 22.      |          |          |          | kiesett       | kiesett       |
| Carlos Garach                                           | 10 km nyílt vízi |          |          |          |          |          |          | nem ért célba | nem ért célba |
| Hugo González                                           | 100 m hát        | 53,68    | 5.       | 14.      | 52,95    | 5.       | 8.       | 52,73         | 6.            |
| Hugo González                                           | 200 m hát        | 1:57,08  | 2.       | 6.       | 1:56,52  | 3.       | 8.       | 1:55,47       | 6.            |
| Mario Mollà                                             | 100 m pillangó   | 52,27    | 3.       | 25.      | kiesett  | kiesett  |          |               |               |
| Arbidel González                                        | 200 m pillangó   | 1:55,86  | 6.       | 14.      | 1:56,26  | 8.       | 16.      | kiesett       | kiesett       |
| Sergio de Celis Luís Domínguez César Castro Mario Mollà | 4 × 100 m gyors  | 3:13,19  | 6.       | 9.       |          |          |          | kiesett       | kiesett       |
| César Castro Luís Domínguez Carlos Garach Ferran Julià  | 4 × 200 m gyors  | 7:11,62  | 7.       | 13.      |          |          |          | kiesett       | kiesett       |
| Hugo González Carles Coll Mario Mollà Sergio de Celis   | 4 × 100 m vegyes | kizárták | kizárták | kizárták |          |          |          | kiesett       | kiesett       |

Női
| Versenyző                                             | Versenyszám      | Előfutam | Előfutam | Előfutam | Elődöntő | Elődöntő | Elődöntő | Döntő     | Döntő    |
| Versenyző                                             | Versenyszám      | Idő      | Hely.    | Össz.    | Idő      | Hely.    | Össz.    | Idő       | Helyezés |
| ----------------------------------------------------- | ---------------- | -------- | -------- | -------- | -------- | -------- | -------- | --------- | -------- |
| Carmen Weiler                                         | 100 m hát        | 59,57    | 3.       | 8.       | 59,72    | 5.       | 9.       | kiesett   | kiesett  |
| Carmen Weiler                                         | 200 m hát        | 2:10,09  | 6.       | 12.      | 2:09,99  | 7.       | 13.      | kiesett   | kiesett  |
| África Zamorano                                       | 200 m hát        | 2:10,40  | 4.       | 15.      | 2:10,63  | 7.       | 14.      | kiesett   | kiesett  |
| Jessica Vall                                          | 100 m mell       | 1:08,78  | 3.       | 27.      | kiesett  | kiesett  | kiesett  | kiesett   | kiesett  |
| Jessica Vall                                          | 200 m mell       | 2:24,52  | 3.       | 9.       | 2:26,22  | 8.       | 16.      | kiesett   | kiesett  |
| Laura Cabanes                                         | 100 m pillangó   | 59,40    | 2.       | 25.      | kiesett  | kiesett  | kiesett  | kiesett   | kiesett  |
| Laura Cabanes                                         | 200 m pillangó   | 2:10,82  | 5.       | 16.      | 2:10,60  | 8.       | 16.      | kiesett   | kiesett  |
| Emma Carrasco                                         | 200 m vegyes     | 2:11,54  | 6.       | 12.      | 2:12,25  | 7.       | 15.      | kiesett   | kiesett  |
| Emma Carrasco                                         | 400 m vegyes     | 4:43,13  | 7.       | 12.      |          |          |          | kiesett   | kiesett  |
| María Daza Alba Herrero Paula Juste Ainhoa Campabadal | 4 × 200 m gyors  | 8:00,23  | 8.       | 15.      |          |          |          | kiesett   | kiesett  |
| María de Valdés                                       | 10 km nyílt vízi |          |          |          |          |          |          | 2:07:02,4 | 17.      |
| Ángela Martínez                                       | 10 km nyílt vízi |          |          |          |          |          |          | 2:06:15,3 | 10.      |

## Vívás
Férfi
| Versenyző       | Versenyszám | Selejtező         | 32-es főtábla                        | Nyolcaddöntő                | Negyeddöntő       | Elődöntő          | Bronz- mérkőzés   | Döntő             | Helyezés |
| Versenyző       | Versenyszám | Ellenfél Eredmény | Ellenfél Eredmény                    | Ellenfél Eredmény           | Ellenfél Eredmény | Ellenfél Eredmény | Ellenfél Eredmény | Ellenfél Eredmény | Helyezés |
| --------------- | ----------- | ----------------- | ------------------------------------ | --------------------------- | ----------------- | ----------------- | ----------------- | ----------------- | -------- |
| Carlos Llavador | Tőr, egyéni | erőnyerő          | Ha Thegju (Ha Tae-gyu) (KOR) · 15–13 | Mohamed Hamza (EGY) · 12–15 | kiesett           | kiesett           | kiesett           | kiesett           | 14.      |

Női
| Versenyző              | Versenyszám  | Selejtező         | 32-es főtábla            | Nyolcaddöntő      | Negyeddöntő       | Elődöntő          | Bronz- mérkőzés   | Döntő             | Helyezés |
| Versenyző              | Versenyszám  | Ellenfél Eredmény | Ellenfél Eredmény        | Ellenfél Eredmény | Ellenfél Eredmény | Ellenfél Eredmény | Ellenfél Eredmény | Ellenfél Eredmény | Helyezés |
| ---------------------- | ------------ | ----------------- | ------------------------ | ----------------- | ----------------- | ----------------- | ----------------- | ----------------- | -------- |
| Lucia Martin-Portugues | Kard, egyéni | erőnyerő          | Márton Anna (HUN) · 8–15 | kiesett           | kiesett           | kiesett           | kiesett           | kiesett           | 17.      |